# エマニュエル・シリーズ
エマニュエル・シリーズとはエマニュエル・アルサンの『エマニュエル』シリーズを原作とした映画である。
なお、アルサンのクレジットはないもののアルサンから派生したものも含む。但しイタリア映画のもどきシリーズであるラウラ・ジェムサー主演のエマニュエル（黒いエマニュエル）モノはココには含まれない。

## 映像化
- アマン・フォー・エマニュエル（1969）
- エマニエル夫人（1974）
- 続エマニエル夫人（1975）
- さよならエマニエル夫人（1977）
- エマニュエル（1984）
- エマニエル ハーレムの熱い夜（1986）
- エマニエル カリブの熱い夜（1988）
- エマニエル パリの熱い夜（1993）
- エマニュエル（2024）

### TVシリーズ
- エマニュエル・ザ・ハード（エマニュエル～媚薬の香り）（1993）初のTVシリーズ